# Chaje Sara
Chaje Sara (Biblisches Hebräisch חַיֵּי שָׂרָה ‚Leben der Sara‘) bezeichnet einen Leseabschnitt (Parascha oder Sidra) der Tora und umfasst den Text Genesis/Bereschit 23,1–25,18 (23,1–20 , 24 , 25,1–18 ).
Es handelt sich um die Sidra des 4. Schabbats im Monat Marcheschwan.

## Wesentlicher Inhalt
- Nach Saras Tod im Alter von 127 Jahren erwirbt Abraham vom Hetiterfürsten Efron für 400 Silberstücke die bei Hebron gelegene Doppelhöhle Machpela als Erbbegräbnisstätte. Deshalb schreibt sich der weitere Name Hebrons: Kirjat Arba, „Stadt der Vier“, wegen der vier dort begrabenen Paare: Adam und Eva, Abraham und Sara, Isaak und Rebekka, Jakob und Lea.
- Abraham beauftragt seinen Knecht, für Isaak eine Frau aus dessen Heimat und Familie zu holen.
- Der Knecht bittet Gott um ein Zeichen, dass er die richtige Wahl treffe.
- Rebekka, die Tochter Betuels, erfüllt dieses Zeichen.
- Rebekkas Bruder Laban und Betuel erklären ihr Einverständnis, dass sie Rebekka dem Knecht als für Isaak bestimmte Frau mitgeben wollen, falls auch Rebekka einverstanden sei.
- Rebekka bezieht als Isaaks Frau das Zelt der Sara.
- Abraham hat sechs Söhne aus einer Ehe mit Ketura.
- Abraham stirbt im Alter von 175 Jahren und wird von Isaak und Ismael in der Höhle Machpela begraben.
- Verzeichnis der Nachkommenschaft Ismaels, der mit 137 Jahren stirbt.

## Haftara
Die zugehörige Haftara ist 1. Könige 1,1–31 .